# Olivier Père

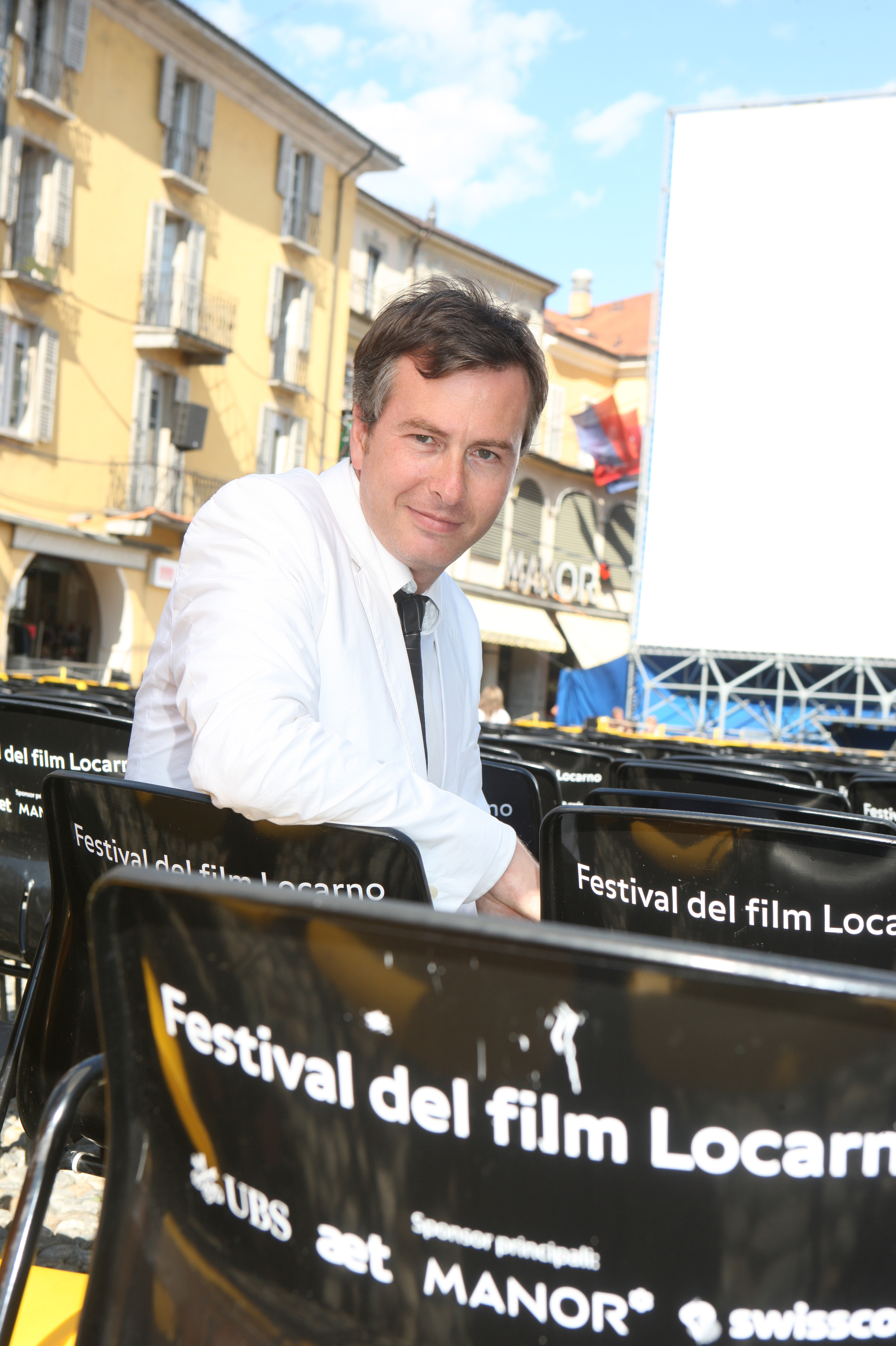
Olivier Père

Olivier Père (* 17. März 1971 in Marseille) ist ein französischer Filmkritiker. Von 2009 bis 2012 war er künstlerischer Leiter des Internationalen Filmfestivals von Locarno.

## Leben
Olivier Père besuchte das Lycée Claude Fauriel in Saint-Étienne und studierte Geisteswissenschaften an der Universität La Sorbonne (Paris IV) mit einem Abschluss als MA in Moderner Literatur. Nach einem Wechsel 1995 zur Cinémathèque française wurde er bald Programmverantwortlicher und organisierte zahlreiche Hommagen und Themenzyklen.
Père war Leiter der Quinzaine des réalisateurs, der unabhängigen Programmsektion des Internationalen Filmfestspiele von Cannes. Ab 1997 arbeitete er als Filmkritiker für die Kulturzeitschrift Les Inrockuptibles.
Ab September 2009 war Père als künstlerischer Leiter des Internationalen Filmfestivals von Locarno tätig. Ende August 2012 gab er nach drei Jahren das Amt auf, um Anfang November den Posten des Generaldirektors von Arte France Cinéma anzutreten.